# آیرن میدن
آیِرْن مِیدِن (به انگلیسی: Iron Maiden) گروه موسیقی هوی متال انگلیسی است که در سال ۱۹۷۵ توسط استیو هریس (بیسیست و ترانه‌سرای اصلی) در لیتون، شرق لندن شکل گرفت. اگرچه ترکیب اعضا در سال‌های نخست دگرگون‌پذیر بود، در بخش عمده‌ای از تاریخچهٔ گروه، اعضا شامل هریس، بروس دیکینسن (خواننده اصلی)، نیکو مک‌برین (درامر)، و گیتاریست‌ها دیو موری، آدرین اسمیت و یانیک جرز می‌شود. این گروه یکی از پیشگامان موج نوی هوی متال بریتانیایی محسوب می‌شود.
در ابتدا پل دی‌آنو خوانندهٔ اصلی بود و با او دو آلبوم آیرن میدن (۱۹۸۰) و قاتلان (۱۹۸۱) ضبط شد. حضور دیکینسن نقطهٔ عطفی در حرفهٔ آن‌ها بود و به یکی از مهم‌ترین گروه‌های هوی متال تبدیل شدند. عدد اهریمن یکی از محبوب‌ترین آلبوم‌های هوی متال تمامی دوره‌هاست و تقریباً ۲۰ میلیون نسخه در سراسر جهان فروخته است. در پی مدتی آشفتگی در دههٔ ۱۹۹۰، بازگشت خوانندهٔ اصلی بروس دیکینسن و گیتاریست آدرین اسمیت در سال ۱۹۹۹ باعث شد که گروه با مجموعه ای از آلبوم‌های جدید و تورهای بسیار موفق، دوباره محبوبیت خود را پیدا کند. سه آلبوم اخیر آن‌ها همگی در بیش از ۲۵ کشور به صدر جدول فروش رسیده‌اند.
آیرن میدن بیش از ۱۳۰ میلیون نسخه از آلبوم‌های خود را در سراسر جهان فروخته است و بیش از ۶۰۰ گواهی‌نامه فروش دریافت کرده است. این گروه یکی از تأثیرگذارترین و مورد احترام‌ترین گروه‌های هوی متال در تمام دوران در نظر گرفته می‌شود. به آن‌ها جوایز متعددی از جمله جوایز گرمی و بریت داده شده است.
این گروه ۴۱ آلبوم منتشر کرده است که شامل ۱۷ آلبوم استودیویی، ۱۳ آلبوم زنده، چهار ئی‌پی و هفت آلبوم چندآهنگه می‌شود. آنها همچنین ۴۷ تک‌آهنگ و ۲۰ آلبوم ویدیویی و دو بازی ویدیویی منتشر کرده‌اند. متن ترانه‌های آیرن میدن به موضوعاتی مانند تاریخ، ادبیات، جنگ، اسطوره‌شناسی، فانتزی تاریک، علمی تخیلی، جامعه و مذهب می‌پردازد. تا اکتبر ۲۰۱۹، این گروه ۲٫۵۰۰ برنامه زنده اجرا کرده است. بیش از ۴۰ سال است که گروه، شخصیت نمادین «اِدی» را روی جلد تقریباً تمام نسخه‌های منتشرشده خود قرار داده‌اند.

## درباره

### تالار افتخارات
این گروه در اوایل دههٔ ۸۰ میلادی و پس از تغییرهای پیاپی در اعضای گروه، به موفّقیت‌های چشمگیر و خیره کننده‌ای دست یافته است. از جمله می‌توان به نشان پلاتینیوم آمریکا برای آلبوم (The Number of the Beast) در ۱۹۸۲، آلبوم (Piece of Mind) در ۱۹۸۳، آلبوم (Powerslave) در ۱۹۸۴، آلبوم اجرای زنده تحسین‌برانگیز (Live After Death) در ۱۹۸۵، آلبوم Somewhere In Time در ۱۹۸۶ و آلبوم (Seventh Son of a Seventh Son) در ۱۹۸۸ اشاره کرد. آلبوم سال ۲۰۰۶ گروه با نام (A Matter of Life and Death) در رتبه نهم مجله بیلبورد شماره ۲۰۰ قرار گرفت و همین‌طور در بریتانیا مقام چهارم را از آن خود کرد و به نشان گلد در بریتانیا دست یافت. این آلبوم از معدود آلبوم‌های راک است که در هندوستان توانست نشان پلاتینیوم را از آن خود کند.
بدون شک آیِن میدن را می‌توان یکی از موفق‌ترین گروه‌های متال نامید، فروش آلبوم‌های این گروه در سطح جهان به عددی بالغ بر صد میلیون می‌رسد. نکته مهم این است که این رقم فروش بدون حمایت هیچ رادیو یا شرکت تبلیغاتی میسر شده است. در وب گاه اصلی گروه عنوان شده است که از آغاز پیدایش گروه در دههٔ ۸۰ تاکنون بالای ۷۵ میلیون نسخه از آلبوم‌های آیرن میدن به وسیلهٔ شرکت EMI به فروش رفته است. آین میدن برنده جایزه آیور نوولو در سال ۲۰۰۲ برای موفقیت‌های جهانی شده است. همچنین نام گروه بر روی یکی از موزاییک‌های هالیوود راک واک در سال ۲۰۰۵ در بلوار سانست کالیفرنیا حک شد. تا اکتبر ۲۰۰۹ آیرن میدن بیش از ۲۰۰۰ اجرای زنده در سرتاسر دنیا داشته است.

### ساخته شده از آهن
در یکی از روزهای کریسمس ۱۹۷۵ استیو هریس، نوازنده گیتار باس، که به تازگی از گروه اسمایل جدا شده بود، آین میدن را راه انداخت خیلی زود تونی پارسونز نوازنده گیتار، داگ سمپسون نوازنده درامز و پائولی دی خواننده به او ملحق شدند. نام آین میدن الهام گرفته شده از رمان الکساندر دوما است. همچنین نام آیرن میدن به یک نوع وسیله شکنجه قرون وسطائی گفته می‌شود. البته به مارگارت تاچر هم لقب بانوی آهنین داده شده که هواداران آیرن میدن به شوخی او را آیرن میدن لقب داده بودند.
در ۱۹۷۹ پس از سه سال اجرای پراکنده برای عموم، آین میدن مدیریت رود اسمالوود را برای امور تجاری می‌پذیرد. پس از یک اجرای موفق در کلاب Legendary Marcoee در لندن و فروش تمام بلیط‌ها و پر شدن ظرفیت، گروه موفق به بستن قرار داد با شرکت نشر EMI می‌شود.
دنیس استرتون، نوازنده گیتار، در ۱۹۸۰ میلادی به گروه می‌پیوندد ولی داگ سمپسون از گروه جدا می‌شود و جای خود را به کلایو بر می‌دهد. در همین سال آن‌ها آماده می‌شوند تا اولین تور خود را در بریتانیا برای اولین آلبومشان با نام Metal for Muthas که آلبومی جمع‌آوری شده بود، برگزار کنند. تک‌آهنگ آن‌ها با نام Running Free نیز در رتبه ۳۴ چارت بریتانیا جای می‌گیرد. آلبومی به نام گروه یعنی Iron Maiden منتشر می‌شود که علی‌رغم اینکه در ضبط آلبوم کمی شتابزدگی به خرج داده شد ولی آلبوم با استقبال در بریتانیا مواجه می‌شود و در چارت بریتانیا به مقام چهارم نائل می‌شود. در همین سال آین میدن در تور بریتانیای کیس همراه می‌شود و همچنین در برگزاری تور به جوداس پریست یاری می‌رساند.

### قاتلین و درندگان

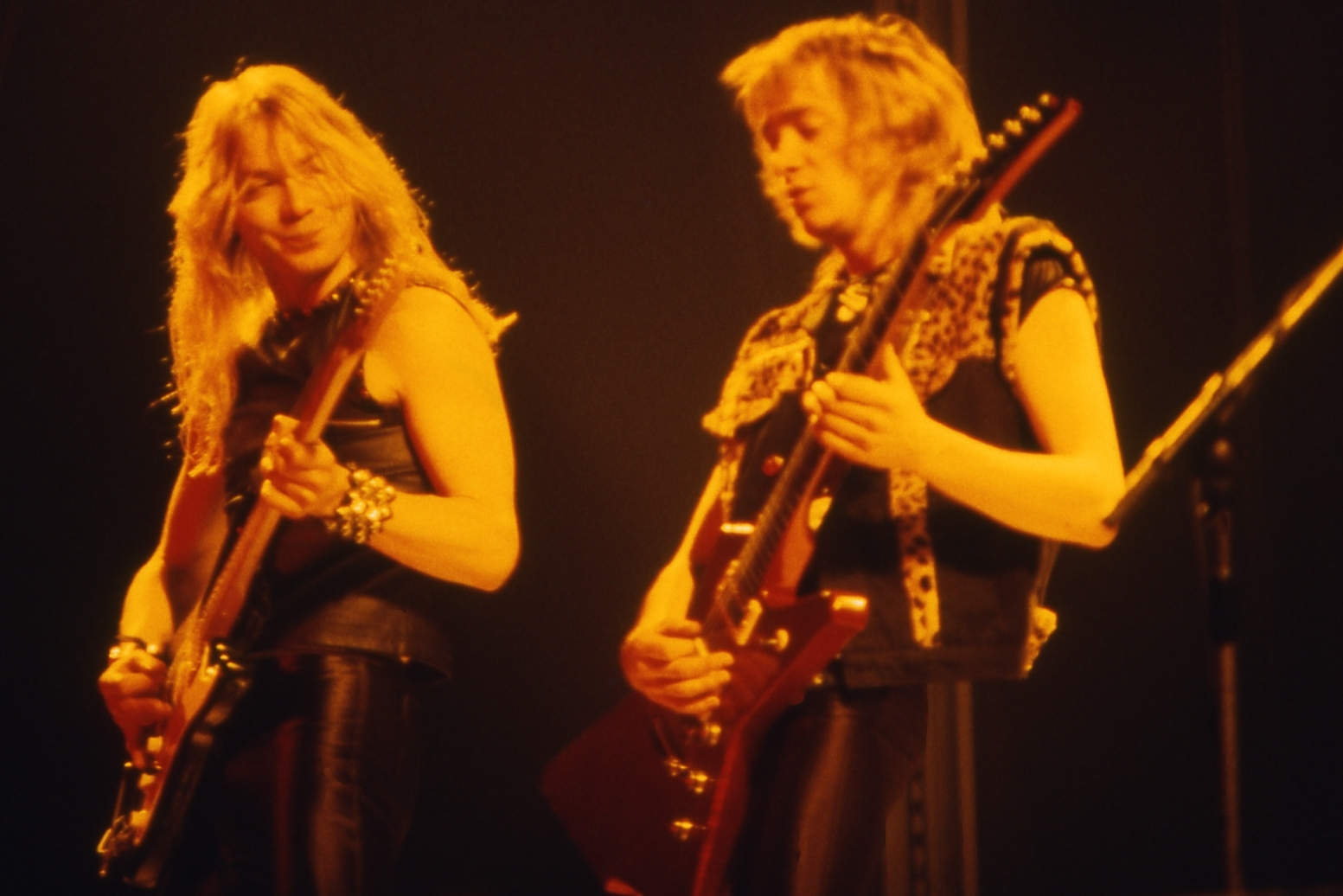
آدریان اسمیت (راست) و دیو موری (چپ) در ۱۹۸۲

Killers دومین آلبوم استودیویی آین میدن است که در سال ۱۹۸۱ منتشر شد. بعد از انتشار آلبوم گروه تور دور اروپا را راه انداخت و برای اولین اجرای زنده در ژاپن و آمریکای شمالی را تجربه کرد. پس از برگزاری تور پل دیانو از گروه اخراج می‌شود، علت اخراج وی مصرف الکل و کوکائین ذکر شده است. جای او به بروس دیکینسن داده شد. بروس با پیوستن به گروه علاوه بر نقش خوانندگی به آهنگسازی برای گروه هم کمک کرد.
در ۱۹۸۲ بود که آلبوم تک گروه یعنی Run To The Hills به رتبه هفتم در چارت بریتانیا دست یافت. در همین سال آین میدن به افتخار دیگری نائل آمد، آلبوم Number Of The Beast که در همین سال منتشر شد مقام اول چارت بریتانیا را کسب کرد. گروه برای اولین بار اجرای زنده‌ای در استرالیا برپا کرد که با شور فراوان هواداران همراه بود. قطعه "Hallowed Be Thy Name" در همین آلبوم به عنوان برترین آهنگ راک شناخته شده است.

### ذهن، غلام قدرت
کلایو بر در ۱۹۸۳ به علت مشکلات شخصی از گروه جدا می‌شود و جای او را نیکو مک‌برین پر می‌کند. آلبوم Piece of Mind با عضو جدید منتشر می‌شود، این آلبوم به مقام چهاردهم در مجله بیلبورد دست می‌یابد. اجرای آن‌ها در آمریکای شمالی چیزی شبیه معجزه بود، بلیط‌های آنان خیلی زود فروخته می‌شد و افراد بسیاری پشت درهای بسته می‌ماندند، به ویژه اجرای آنان در نیویورک که با ازدحام بی‌سابقه‌ای همراه بود تمام این اتفاقات بدون هیچ تبلیغات رادیویی صورت گرفت کاری که تا بدان روز سابقه نداشته است.
پس از موفقیت آلبوم Piece of Mind آین میدن آلبوم Powerslave را در نهم سپتامبر ۱۹۸۴ ضبط و منتشر کرد. پس از آن تور بزرگی در ۲۶ کشور به راه افتاد که اولین اجرا در اوت همان سال در هلند بود. این آلبوم هم برای گروه موفقیت‌های بسیاری به همراه داشت از جمله اینکه این آلبوم در مجله بیلبورد شماره ۲۰۰ در رتبه ۲۱ قرار گرفت و همچنین آلبوم در چارت موسیقی بریتانیا به مقام دوم نائل آمد. تور دور دنیا ادامه پیدا می‌کند و تبدیل به بزرگ‌ترین تور اجرای زنده تاریخ می‌شود، در طی این تور ۱۹۳ اجرای زنده در طی ۱۳ ماه برای چیزی حدود ۳٬۵۰۰٬۰۰۰ هوادار اجرا شد که در طول تاریخ بی‌سابقه است. حاصل این تور عظیم ضبط آلبوم اجرای زنده Live After Death نیز بود، آلبومی که علاوه بر فروش بی نظیر، تحسین بسیاری از منتقدان را هم برانگیخت. پس از برگزاری تور، به علت خستگی زیاد اعضا، گروه یک مهلت را برای استراحت تعیین کرد و این اولین زمان استراحت گروه بود.

### زمان و برادر هفتم
پس از سپری شدن مهلت استراحت اعضا دوباره جمع می‌شوند و دست بکار ضبط آلبومی دیگر می‌شوند. آلبوم Somewhere in Time در ۱۹۸۶ منتشر می‌شود. حال و هوای آلبوم با آلبوم‌های پیشین متفاوت است. مضمون اصلی آلبوم حول و حوش مسئله سفر در زمان می‌گذرد. همچنین نحوه سازبندی نیز در این آلبوم متفاوت از آلبوم‌های پیشین است. تور موفق دیگری نیز پس از انتشار این آلبوم برگزار می‌شود، توری که ۷ ماه به درازا می‌انجامد.
پس از اتمام تور اعضای آین میدن که گویا خستگی ناپذیرند شروع به ضبط آلبوم Seventh Son Of A Seventh Son می‌کنند. آلبومی که حال و هوای اسطوره‌ای دارد و شرح حال کودکی است که قدرت خواندن افکار دیگران را دارد. در این آلبوم آیرن میدن برای اولین بار از کیبورد در ضبط آهنگ‌ها استفاده می‌کند، منتقدان نسبت به این عمل واکنش خوبی نشان داده‌اند. این آلبوم توانست در چارت بریتانیا مقام اول را از آن خود کند و همچنین جایزه پلاتینیوم آمریکا را نیز از آن خود کرد. اجرای آین میدن در فستیوال دانینگتون در ۲۰ اوت ۱۹۸۸ یک رکوردشکنی بود. حضور بیش از ۱۱۰هزار نفر هوادار برای تماشای اجرای آین میدن در این فستیوال رکورد این فستیوال را شکست. موفقیتی که تنها گروه‌هایی چون کیس، هلووین و مگادث به آن دست یافته بودند. همچنین گروه در این سال تور کل اروپا را با موفقیت پشت سر گذاشت.
ویدئویی از اجراهای زنده آن‌ها در ۱۹۸۹ ضبط شد که نام Maiden England بر آن گذاشته شد، این ویدئو توانست جوایز و رتبه‌های خوبی را در جهان به‌دست بیاورد که از جمله رتبه اول در بریتانیا بود.

### ده سال اول و دعای یک مردنی
سال ۱۹۹۰ دهمین سال از انتشار اولین آلبوم تک آیرن میدن بود، گروه آلبوم تکی با نام The First Ten Years را به همین مناسبت منتشر کرد. آدریان اسمیث که از میزان شور و حرارتش کاسته شده گروه را ترک می‌کند و به جای او یانیک گرس وظیفه نوازندگی گیتار را بر عهده می‌گیرد. گروه با عضو جدید آلبوم No Prayer for the Dying را در اکتبر ۱۹۹۰ منتشر می‌کند، این آلبوم هم در چارت بریتانیا به مقام دوم دست می‌یابد. در دل این آلبوم، آهنگ "Bring Your Daughter...to the Slaughter" منتشر می‌شود که توانست جایزه بهترین آهنگ سال را از جشنواره گلدن راسپری از آن خود کند.
آلبوم موفق دیگر گروه Fear Of The Dark بود که در ۱۹۹۲ منتشر شد. این آلبوم هم در بریتانیا مقام اول را به‌دست‌آورد و تبدیل به یکی از پر فروش ترین‌ها شد. این آلبوم اولین آلبوم آین میدن است که به صورت سی دی منتشر می‌شود. همچنین این آلبوم آخرین آلبومی است که مارتین بیرچ با گروه همکاری می‌کند، او خود را بازنشسته می‌کند تا به بازی گلف و ماهیگیری بپردازد. پس از برگزاری تور اجرای زنده برای این آلبوم، دو آلبوم اجرای زنده توسط گروه منتشر می‌شود به نام‌های A Real Live One و A Real Dead One که حاوی آهنگ‌های قدیمی آین میدن هستند.

## جدایی بروس
در ۱۹۹۳ بروس دیکینسن اعلام می‌کند که قصد جدایی از گروه را دارد و علت را پرداختن به ضبط آلبوم شخصی خود اعلام می‌کند. او می‌پذیرد تا در تور اجرای زنده گروه و ضبط دو آلبوم اجرای زنده با گروه بماند و همین کار را انجام می‌دهد.
در ۱۹۹۴ صدها خواننده مشهور و ناشناخته برای خوانندگی در گروه معرفی می‌شوند. از میان آن‌ها تنها یک نفر انتخاب می‌شود، بلیز بیلی. سبک خوانندگی بلیز با بروس متفاوت است و این باعث می‌شود که در میان هواداران واکنش‌های متفاوتی به وجود بیاید.

### ناشناخته‌ها و درندگان برجسته
۱۹۹۴، گروه قصد دارد تا آلبوم The X Factor را ضبط کند اما اتفاق بدی می‌افتد که در کار وقفه ایجاد می‌کند. بلیز طی یک حادثه رانندگی با موتور سیکلت خود تصادف می‌کند و از ناحیه پا به شدت آسیب می‌بیند و نتیجه آن می‌شود که ضبط آلبوم یک سال به تأخیر می‌افتد.
سرانجام سال ۱۹۹۵ آلبوم The X Factor منتشر می‌شود، ضبط این آلبوم اولین ضبط استودیویی یکی از آلبوم‌های آیرن میدن است که در استودیوی استیو هریس انجام می‌شود. این آلبوم موفقیت چندانی به‌دست نمی‌آورد، در همین دوره استیو با مسائل گوناگونی دست و پنجه نرم می‌کند از قبیل مشکلات خانوادگی با همسرش و انتقادات هواداران و منتقدان، به نحوی این مشکلات در حال و هوای آلبوم تأثیر گذاشته‌اند. در مورد این آلبوم همچنین باید اضافه کرد که اولین حضور بلیز بیلیBlaze Bayley با آیرن میدن است.
پس از انتشار آلبوم نه چندان موفق The X Factor، آیرن میدن آلبوم دیگری با نام Best Of The Beast را در ۱۹۹۶ منتشر می‌کند. آلبومی که حاصل گردآوری و ضبط مجدد آهنگ‌های پیشین است.

### XI و گروه ۶ نفره
در سال ۱۹۹۷ اعضای گروه در استودیوی استیو جمع می‌شوند تا کار بر روی آلبوم جدیدی را آغاز کنند، دوباره استیو نقش تهیه‌کنندگی را بر عهده می‌گیرد. آلبوم Virtual XI در ۱۹۹۸ منتشر می‌شود و تبدیل به ناموفق‌ترین آلبوم آیرن میدن می‌شود و البته آخرین آلبوم همکاری بلیز با گروه هم نام می‌گیرد.
سال ۱۹۹۹ اتفاق فوق‌العاده‌ای برای هواداران رخ می‌دهد، خبر بازگشت بروس دیکینسن و آدریان اسمیث همگان را شوکه می‌کند. با پیوستن این دو و جدا شدن بلیز بایلی از گروه، آیرن میدن به گروهی با ۶ عضو تبدیل می‌شود که ۳ نوازنده گیتار دارد. برای گرامیداشت این به هم پیوستن مجدد گروه تور The Ed Hunter را راه می‌اندازد.

### دنیای قشنگ نو و مرد پلید

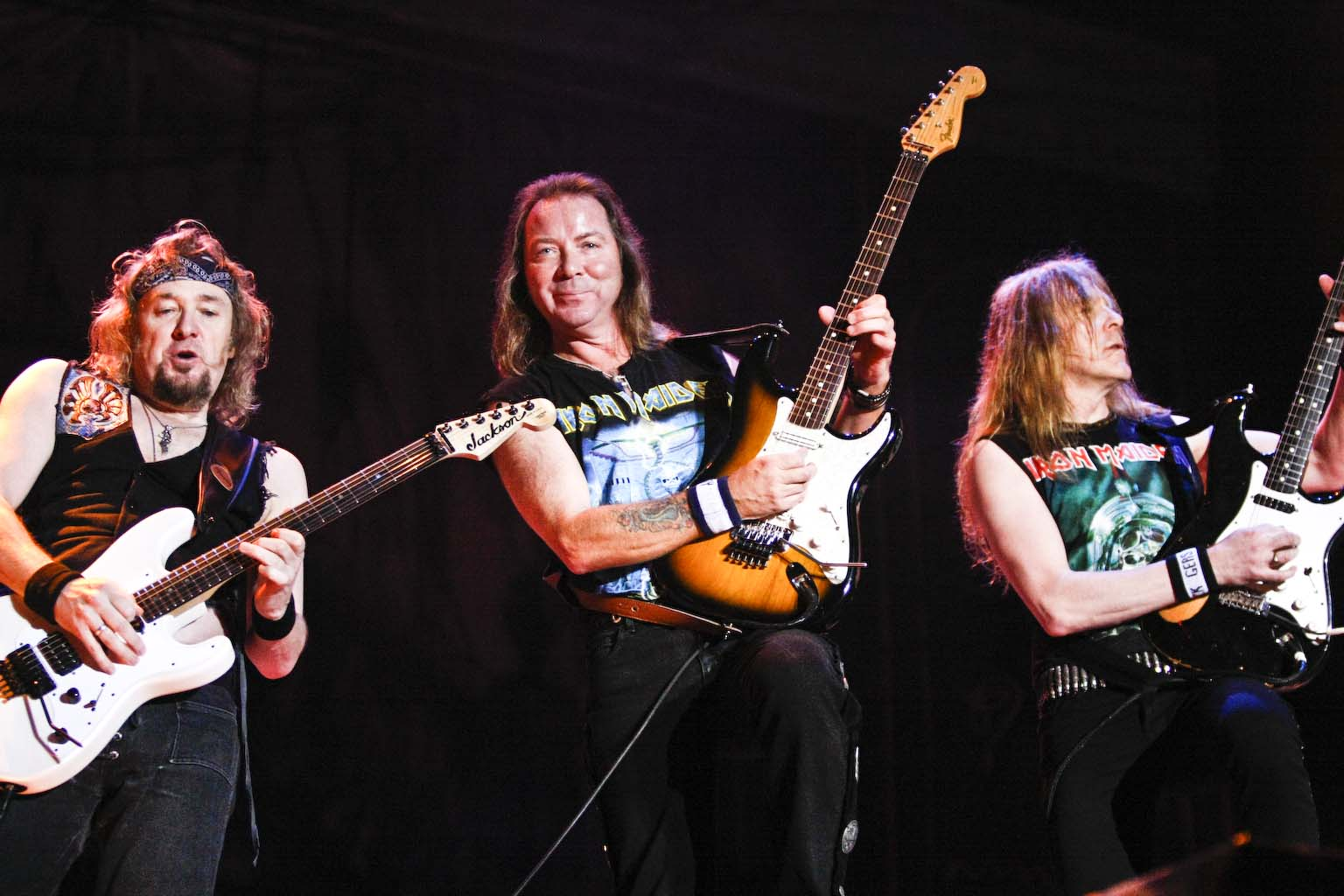
آدریان اسمیت در ۱۹۹۹ دوباره به گروه پیوست و گروه از آن پس با سه گیتاریست فعالیت می‌کند.

سال ۲۰۰۰ با شروع قرن ۲۱ آیرن میدن آلبوم جدیدی با نام Brave New World را منتشر کرد. نام آلبوم از رمانی از آلدوس هاکسلی با همین نام الهام گرفته شد و همچنین نام قطعه "The Wicker Man" که همان حال و هوای هوی متالی که از آیرن میدن توقع می‌رود را دارد، از فیلم The Wicker Man ساخته روبین هاردی در ۱۹۷۳ الهام گرفته شده است. پس از انتشار آلبوم توری به راه افتاد که دوباره سیل مشتاقان و هواداران را برای تماشای اجرای آن‌ها به همراه داشت تا آنجا که بلیط اجرای گروه در نیویورک در عرضه فقط چند ساعت به فروش رفت.
تور Brave New World در ۲۰۰۱ به پایان رسید، اجرای آنان در برزیل با نام Rock In Rio با حضور ۲۵۰ هزار هوادار همراه بود. سال ۲۰۰۱ برای آیرن میدن هدیه‌ای دیگر نیز به همرا داشت، در همین سال گروه برنده جایزه ارزشمند آیوور نوولو به پاس موفقیت در آهنگسازی شد.

### رقص مرگ، مسئله مرگ و زندگی
سال ۲۰۰۳ آیرن میدن Dance of Death را به هواداران عرضه کرد. آلبوم استودیویی جدید حاوی مضامینی الهام گرفته شده از ادبیات داستانی و تاریخی بود. توری در حمایت از این آلبوم برپا شد که باز هم همانند گذشته با خیل حضور هواداران همراه بود. تور در طی فقط ۲۸ اجرا ۷۰۰ هزار هوادار را دور هم جمع کرد. تور در آمریکای شمالی با حمایت گروه‌هایی چون دیو و موتورهد دنبال شد و به مانند قبل بلیط اجراها در طی زمان کوتاهی پیش فروش شد. از دل تور این آلبوم، دی وی دی Visions Of The Beast با حمایت شرکت EMI منتشر شد که توانست در چارت بریتانیا در رتبه دوم و در چارت آمریکا در رتبه پنجم قرار بگیرد.
سال ۲۰۰۴ پس از پایان یافتن تور Death On The Road گروه مشغول به کار بر روی سری اول دی وی دی "The History Of Iron Maiden" شد. قسمت اول این سری در نوامبر ۲۰۰۴ با نام "The Early Days" منتشر شد که به شدت مورد استقبال هواداران و منتقدان قرار گرفت.
سال ۲۰۰۵ گروه مشغول به برگزاری اجراهای زنده در نقاط مختلف دنیا بود. آن‌ها با شرکت در فستیوال ریدینگز اند لیدز در ۲۶ و ۲۸ اوت تور خود را تکمیل کردند در طول این دو شب اجرا ۱۳۰ هزار هوادار برای تماشای اجرای گروه آمدند. در اجرای ۳۱ اوت در ایرلند هم ۴۰ هزار تماشاچی دور هم جمع آمدند. در همین سال آیرن میدن اجرایی برای مؤسسه خیریه کلایو بور برگزار کرد و درآمد حاصل از آن را به این مؤسسه خیریه اهدا کرد.
ژانویهٔ سال ۲۰۰۶ آیرن میدن شروع به ضبط آلبوم A Matter of Life and Death در استودیویی در لندن می‌کند و در فوریه همان سال آن را منتشر می‌کند، آلبومی که در آن دوباره مضامینی چون جنگ و مذهب ظاهر می‌شوند. این آلبوم هم به موفقیت‌های بسیاری دست یافت. از مجله بیلبورد نقدهای خوبی گرفت و همین‌طور در چارت ۱۰ کشور مقام اول را کسب کرد.
سال ۲۰۰۷ برای اولین بار آیرن میدن در دوبی و هندوستان ظاهر شد در اجرای دوبی ۲۰۰۰۰ هوادار و در هندوستان۴۵۰۰۰ هوادار برای تماشای اجرای گروه آمدند. در اجرای دوبی هوادارانی از ایران، ترکیه و پاکستان و عربستان سعودی آمده بودند. در این سال هم گروه یک اجرای زنده برای مؤسسه خیریه کلایو بور برگزار کرد و درآمد حاصله را به مؤسسه تقدیم کرد.

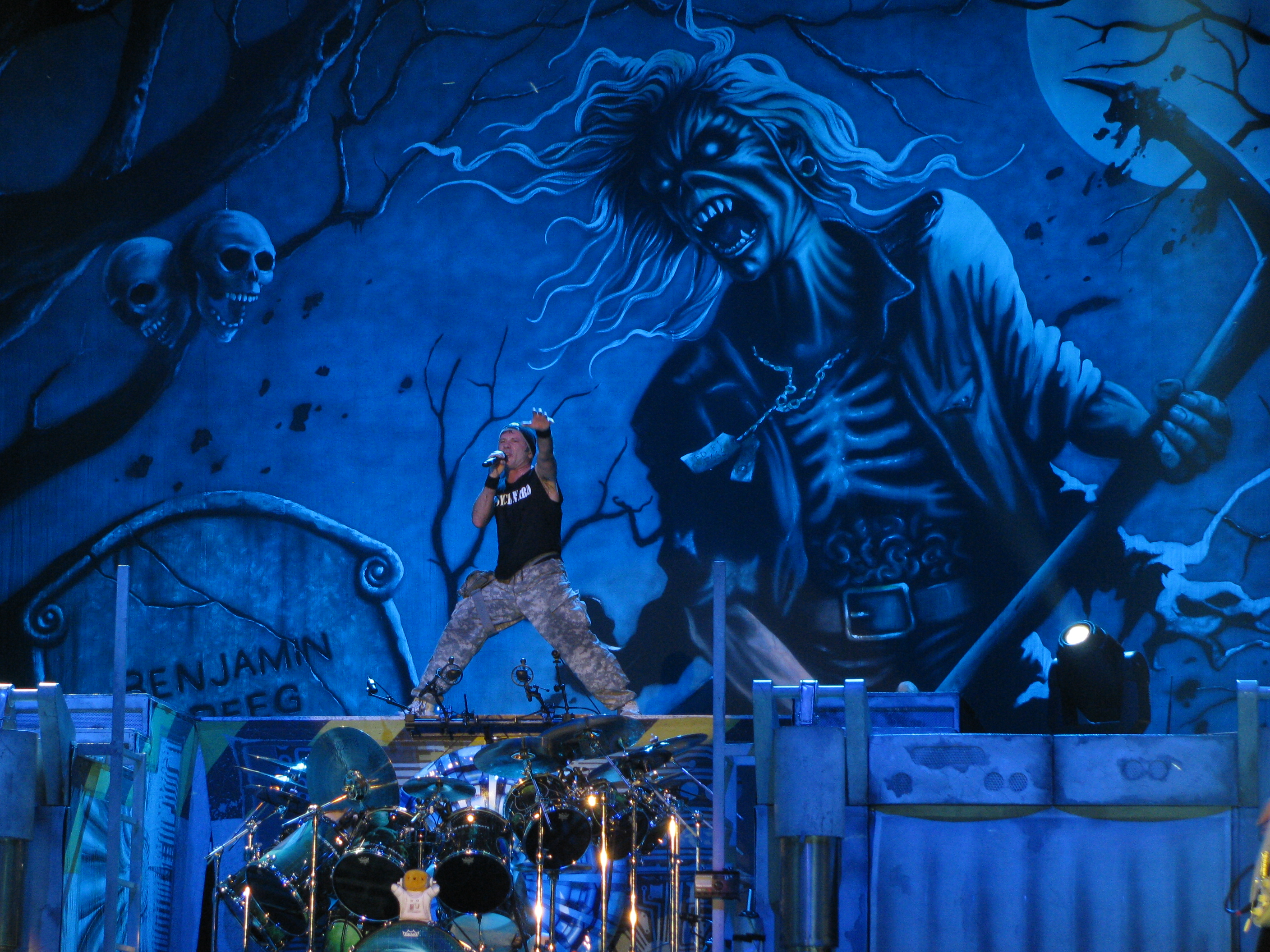
بروس دیکینسن در حال اجرا با آیرن میدن در سال ۲۰۱۰

در پنجم سپتامبر ۲۰۰۷ گروه مژده برگزاری تور Somewhere Back in Time World را به هوادران خود داد. تور ۱ فوریه ۲۰۰۸ از بمبئی هندوستان آغاز شد، اجرای بمبئی با حضور ۳۰ هزار تماشاگر همراه بود. در قسمت اول تور اجرا در ۲۱ کشور برنامه‌ریزی شده بود و گروه برای اجرا طبق برنامه ۷۵ هزار کیلومتر (۵۰۰۰۰ مایل) مسافت را با هواپیمای شخصی گروه، "Ed Force One"، طی کرد. آخرین قسمت تور در فوریه و مارس ۲۰۰۹ در کشورهایی چون نیوزیلند، پرو و اکوادور برگزار شد.
۲۰ ژانویه ۲۰۰۹ آیرن میدن اعلام کرد که قصد انتشار یک فیلم مستند با عنوان Iron Maiden: Flight ۶۶۶ را در چند سینما به تاریخ ۲۱ آوریل دارد. فیلم با تهیه‌کنندگی Banger Productions تهیه شد و شرکت‌های Universal Music Group وظیفه انتشار آن در آمریکا و EMI انتشار آن در کل دنیا را بر عهده گرفتند. آیرن میدن در سال ۲۰۰۹ موفق به دریافت جایزه بهترین اجرای زنده از ۲۰۰۹ BRIT Awards شد. در مصاحبه‌ای با مجله Metal Edge بروس و استیو هریس خبر انتشار پانزدهمین آلبوم خود را در سال ۲۰۱۰ دادند.
در سال ۲۰۱۰ گروه آلبوم The Final Frontier را منتشر کرد.

## اعضا

### کنونی
- استیو هریس: گیتار باس و هم‌آوایی (۱۹۷۵ تاکنون)
- دیو موری: گیتار (۱۹۸۰ تا ۱۹۹۰–۱۹۹۸ تاکنون)
- آدرین اسمیت: گیتار و هم‌آوایی (۱۹۸۰ تا ۱۹۹۰–۱۹۹۹ تاکنون)
- بروس دیکینسن: آواز (۱۹۸۱ تا ۱۹۹۳–۱۹۹۹ تاکنون)
- نیکو مک‌برین: درامز و پرکاشن (۱۹۸۲ تاکنون)
- یانیک جرز: گیتار(۱۹۹۰ تاکنون)

### پیشین
- داگ سمپسون: درامز و پرکاشن (۱۹۷۷–۱۹۷۹)
- دنیس استراتون: گیتار و هم آوایی (۱۹۷۹–۱۹۸۰)
- پائول دی آنو: خواننده اصلی (۱۹۷۸–۱۹۸۱)
- کلایو بور: درامز و پرکاشن (۱۹۷۹–۱۹۸۲)
- بلیز بایلی: خواننده اصلی (۱۹۹۴–۱۹۹۹)

## آلبوم‌ها
| سال انتشار | نام آلبوم                    |
| ---------- | ---------------------------- |
| ۱۹۸۰       | Iron Maiden                  |
| ۱۹۸۱       | Killers                      |
| ۱۹۸۲       | The Number of the Beast      |
| ۱۹۸۳       | Piece of Mind                |
| ۱۹۸۴       | Powerslave                   |
| ۱۹۸۶       | Somewhere in Time            |
| ۱۹۸۸       | Seventh Son of a Seventh Son |
| ۱۹۹۰       | No Prayer for the Dying      |
| ۱۹۹۲       | Fear of the Dark             |
| ۱۹۹۵       | The X Factor                 |
| ۱۹۹۸       | Virtual XI                   |
| ۲۰۰۰       | Brave New World              |
| ۲۰۰۳       | Dance of Death               |
| ۲۰۰۶       | A Matter of Life and Death   |
| ۲۰۱۰       | The Final Frontier           |
| ۲۰۱۵       | The Book of Souls            |
| ۲۰۲۱       | Senjutsu                     |